# Давыденко, Иван Миронович
Иван Миронович Давыденко (6 августа 1933 — 16 сентября 2001) — советский работник строительной отрасли, сварщик-монтажник, Герой Социалистического Труда.

## Биография
Родился 6 августа 1933 года в крестьянской семье в селе Долгие Буды Беловского района Курской области.
После окончания семи классов работал в родном колхозе. В 1951 году приехал на Урал по специальному набору. В Челябинске в фабрично-заводском училище № 1 прошел обучение по специальности «электросварщик» и в 1951—1961 годах работал здесь в СМУ-6 треста «Нефтепроводмонтаж».
В 1961—1974 годах жил в Татарской АССР, в Казани, работал в тресте «Татнефтефтепроводстроймонтаж». В 1975 году вернулся в Челябинск и возглавил бригаду сварщиков-монтажников треста «Нефтепроводмонтаж» (в 1979 был присоединен к тресту «Уралнефтегазстрой»). До выхода на пенсию в 1997 году Давыденко трудился на многих объектах: участвовал в строительстве газопроводов Бухара-Урал (1961—1963), Комсомольское-Челябинск и Уренгой-Челябинск (1978), Уренгой-Помары-Ужгород (1984); а также нефтепроводов Сургут-Полоцк, Нижневартовск-Курган-Куйбышев (1974). Интересно, что в бригаде Ивана Давыденко работали три его сына.
Скончался в 2001 году, похоронен в Челябинске.

## Награды
- В 1973 году И. М. Давыденко было присвоено звание Героя Социалистического Труда с вручением ордена Ленина.
- Также награждён орденами Октябрьской Революции (1984), «Знак Почета» (1968) и медалями.